# Pongrácz László (katonatiszt)

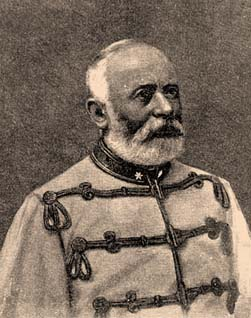
Pongrácz László

Szentmiklósi és óvári Pongrácz László (Felsőtúr, (Hont vmegye), 1824. december 15. – Budapest, 1890. január 17.) honvédalezredes, dandárparancsnok, császári és királyi altábornagy.

## Élete
Iskoláit Pesten, Komáromban és Győrött végezte. Gimnáziumi és bölcsészeti tanulmányai befejezése után 1840-ben mint hadapród belépett az 58. számú István főherceg nevét viselő gyalogezredbe és 1846-ban a m. kir. testőrségnél hadnagy lett.

### Szerepe az 1848–49-es szabadságharcban
1848-ban saját kérésére a 23. honvéd zászlóaljhoz helyezték. A parndorfi ütközet után Kossuth maga nevezte ki Pongráczot századosnak, majd amikor Kmety a gróf Zichy-féle dandár parancsnokságát átvette, Pongráczból zászlóaljparancsnok lett. Ez idő tájt a magyar sereg Léváig visszavonult s ekkor történt, hogy az ellenség azt Németinél csaknem bekerítette.  Pongrácz az éj leple alatt érkezett Prencsfaluba, a hegyszorost idejében megszállta. Ennek köszönhetően a magyar csapatok bevonulhattak Selmecbányára. Pongráczot Görgey ezen kitűnő hadműveletéért helyben őrnaggyá nevezte ki. A téli hadjáratban a 7. hadtesttel vett részt. 1849. május 21-én Buda ostrománál Pongrácz zászlóalja a paliszádokat rohammal bevette, így a vízvezeték birtokába jutottak, s ezzel a vár sorsa a magyar csapatok javára dőlt el. Pongráczot e tettéért Görgey alezredessé nevezte ki. Ettől kezdve Pongrácz László a Kmety hadosztályánál szolgált, melyet a 23. zászlóaljjal együtt Budáról Székesfehérvárra vezényelték. A június 23-iki csornai ütközetben Pongrácz - már mint dandárparancsnok - ismét kitűnt. Csapatával rohammal foglalta el az ellenség tüzérségi állásait. Pongráczot két zászlóaljjal Titel körülzárásában is részt vett, ahol sok bajtársával együtt mocsárlázba esett. A temesvári csata után Kmety csak Facsetig (augusztus 16.) vezényelte hadtestét, innen török földre menekült. Hadosztályának romjait Pongrácz szedte össze, végül Nagyváradon az orosz csapatok előtt tették le a fegyvert.

### Emigrációban
A fegyverletételt követően Pongrácz egy ideig a hazában bujdokolt, majd külföldre menekült.  Poroszországon át Hamburgba érkezett, ahol 1853-ig tartózkodott. 1854-ben Mecklenburgban megnősült.

### Pályája a Magyar Királyi Honvédségben
1867-ben az amnesztia kihirdetése után visszatért hazájába. 1869-ben m. kir. honvéd alezredes és a harmadik zászlóalj parancsnoka lett. 1871-ben pedig ezredes-dandárnok, majd 1878-ban tábornok. Nyugalomba 1882-ben altábornagyként vonult.